# Haus Rampische Straße 33

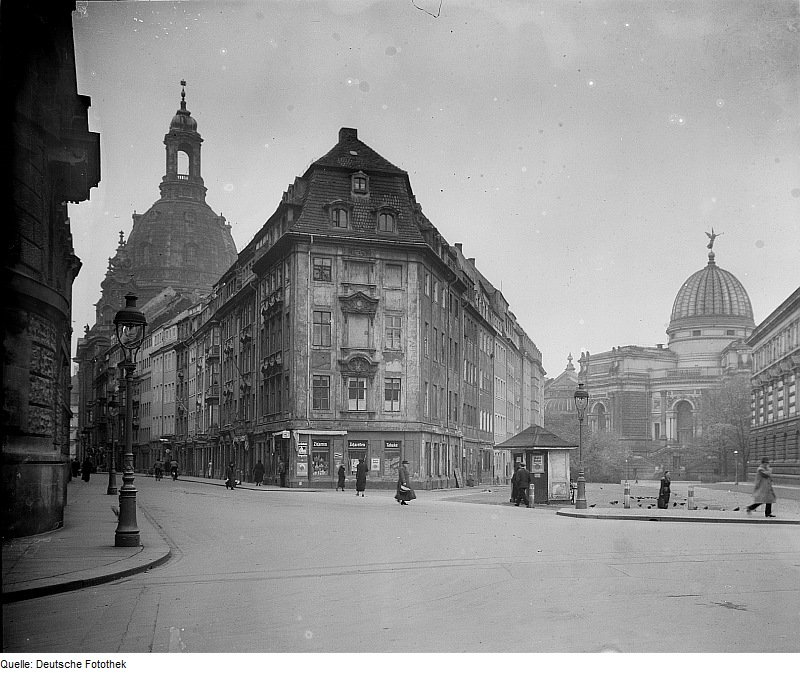
Rampische Straße 33, Blick vom Kurländer Palais (ca. 1935)

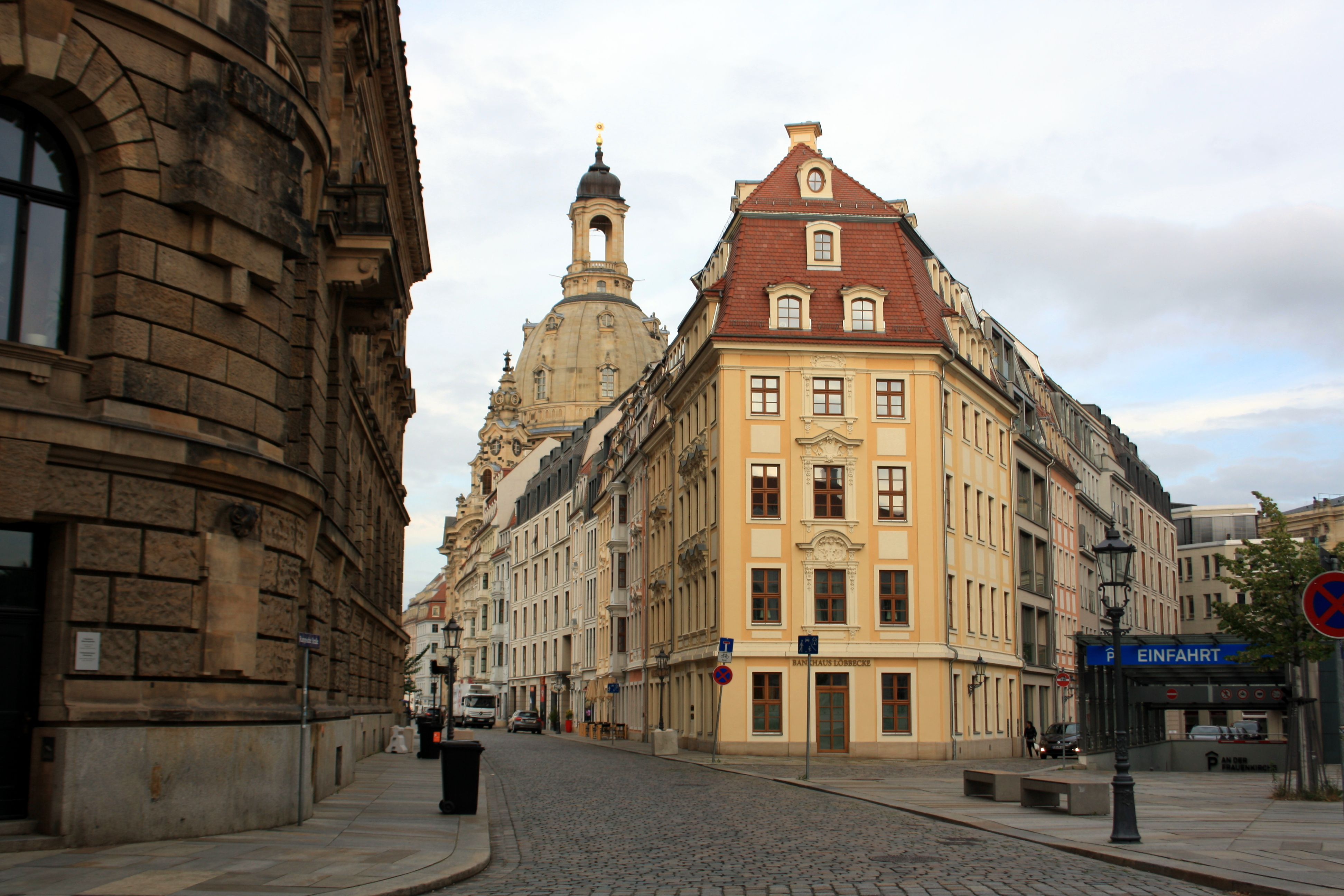
Rampische Straße 33 (2016)

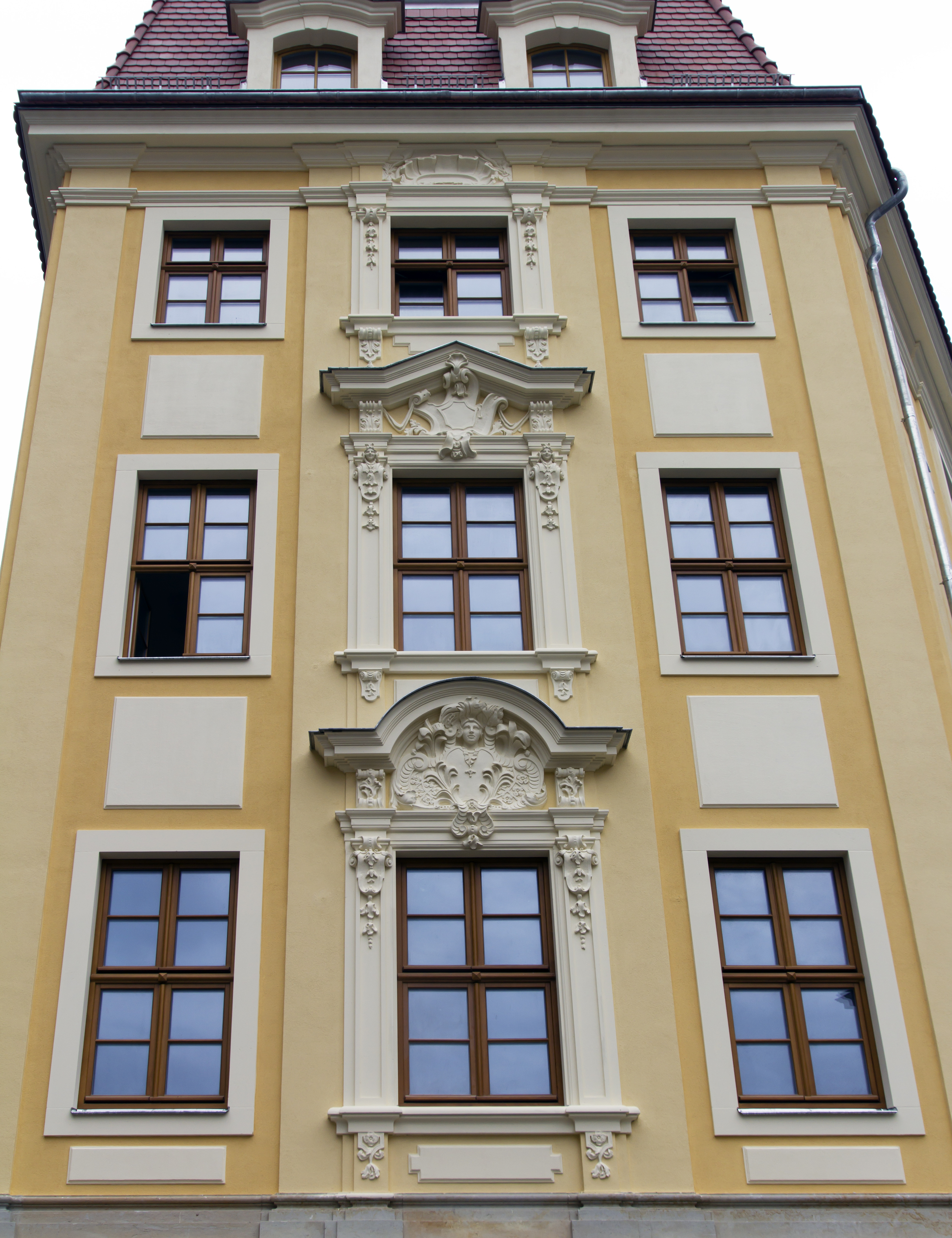
Details der Ost-Fassade

Das Haus Rampische Straße 33 war ein 1715 erbautes barockes Wohnhaus in Dresden. Das Eckhaus am Übergang der Rampischen Straße und der dahinter liegenden Salzgasse in den Tzschirnerplatz brannte 1945 aus, wurde 1956 gesprengt und 2013 weitgehend originalgetreu rekonstruiert.

## Geschichte
Das Gebäude wurde 1714 von Reichsgraf August Christoph von Wackerbarth erworben, ein Neubau erfolgte zwischen 1715 und 1716 nach Entwürfen von Matthäus Daniel Pöppelmann. Bereits 1717 gelangte es in den Besitz von Maria Aurora Spiegel, die als Türkin Fatima in den Jahren 1701 bis 1706 eine der Mätressen Augusts des Starken war.

## Beschreibung

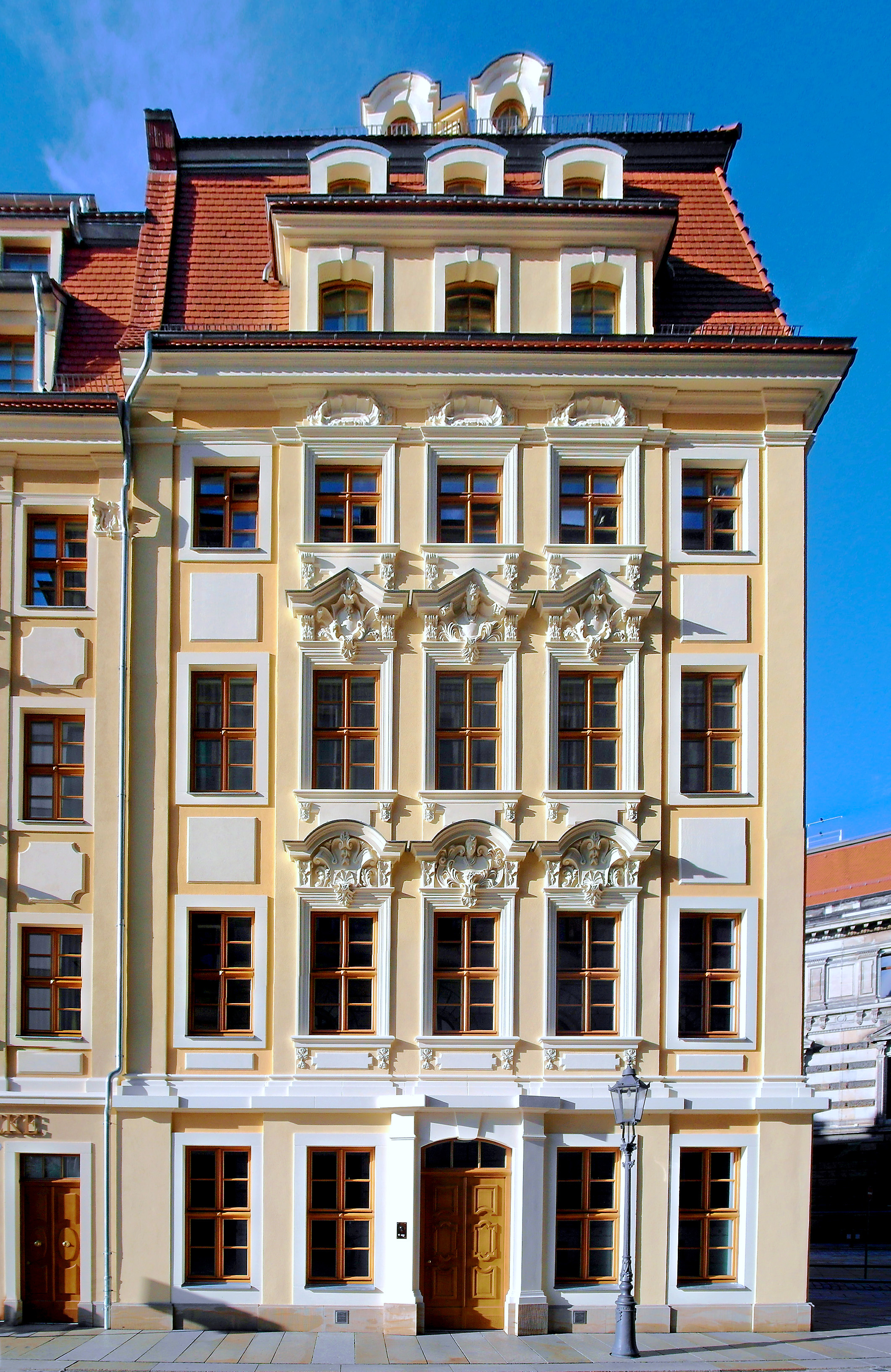
Dresden, Rampische Str. 33

Das viergeschossige Eckhaus verfügte über drei Fassaden, eine fünfachsige Hauptfassade zur Rampischen Straße, eine dreiachsige Kopffassade zum Kurländer Palais und eine vierachsige Seitenfassade in der Salzgasse. Die fünfachsige Hauptfassade zur Rampischen Straße zeigte einen dreiachsigen Mittelrisalit. Die Fassade am Kopfende des Gebäudes war in der gleichen Weise wie diejenige an der Rampischen Straße gegliedert; besonders markant war dabei der einachsige Mittelrisalit der dreiachsigen Kopffassade zum Kurländer Palais gestaltet. Dieser Risalit wurde seitlich von Lisenen eingefasst. Die Fenstergewände des Risalits waren als kleine Pilaster gestaltet und mit Phantasiekapitellen und darunter gehängten Blüten verziert. Die Fensterstürze waren verkröpft und kräftiger und reicher profiliert als an der Hauptfassade zur Rampischen Straße. Der unter der Fensterverdachung sitzende Dekor war demjenigen der Hauptfassade im Wesentlichen ähnlich, jedoch deutlich mehr in die Breite gezogen. Die Fassade zur Salzgasse war wegen ihrer geringen städtebaulichen Bedeutung nur als schmucklose Putzfassade gestaltet und verfügte über einen dreiachsigen Mittelrisalit. Alle drei Fassaden waren durch die konsequent weitergeführten Gebälkteile zu einer Einheit zusammengeschlossen.